# Jiří Kaufman
Jiří Kaufman (* 28. November 1979 in Pardubice) ist ein ehemaliger tschechischer Fußballspieler.

## Karriere
Kaufman begann seine Profilaufbahn bei Atlantic Lázně Bohdaneč. Nach den Stationen VP Frýdek-Místek und FK Drnovice stand er von 2000 bis 2005 bei Hannover 96 unter Vertrag. In der Saison 2003/04 war der Stürmer an Energie Cottbus verliehen. Von 2005 bis 2007 spielte der Tscheche für den Karlsruher SC, anschließend ein Jahr für den FC Erzgebirge Aue. Im Sommer 2008 kehrte Kaufman nach Tschechien zurück und schloss sich dem Zweitligisten FC Hradec Králové an. Im Juli 2009 wurde Kaufman für die Hinrunde der Spielzeit 2009/10 an den Erstligisten Bohemians 1905 Prag ausgeliehen. Nachdem er auch die Rückrunde der Saison 2009/10 in Prag bestritten hatte, wechselte Kaufman  zu Bohemians 1905.
Im Januar 2013 wechselte er zum Siebtligisten SV Weitra.
In seiner Karriere bestritt Kaufman 25 Bundesligaspiele und erzielte dabei 4 Tore. In der 2. Bundesliga kam er auf 111 Einsätze und 32 Tore.

## Erfolge
- Meistertitel der 2. Bundesliga und Aufstieg in die 1. Fußball-Bundesliga 2002 mit Hannover 96 und 2007 mit dem Karlsruher SC.